# Hù xám lớn

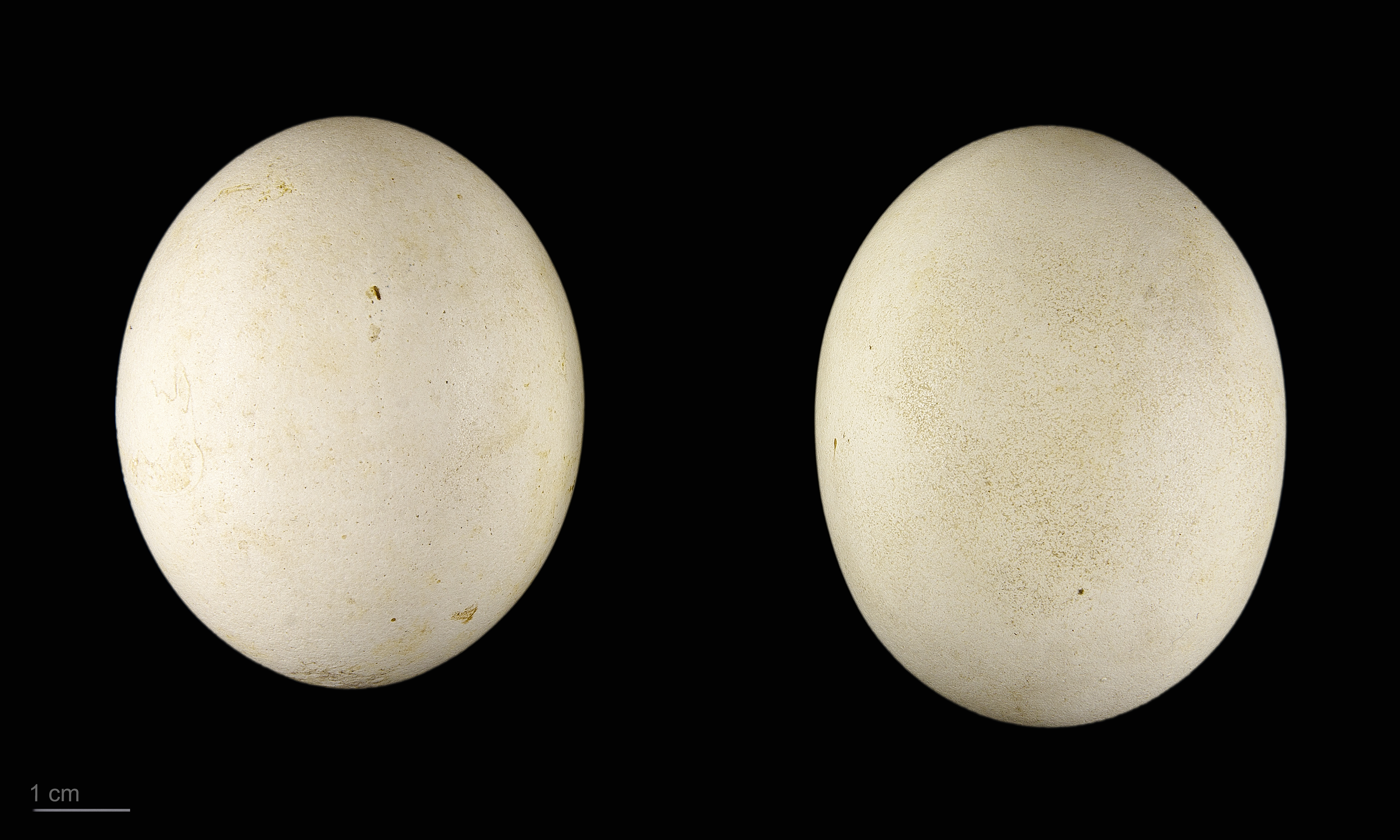
Strix nebulosa lapponica

Strix nebulosa (Hù xám lớn) là một loài chim lớn trong Họ Cú mèo, phân bố rộng rãi ở phía Bắc của bán cầu Bắc. Chúng là loài cú lớn nhất trong chi Hù, và được cho là loài cú có chiều dài lớn nhất.
Đặc điểm của Hù xám lớn là có một cái đầu tròn lớn, với đôi mắt màu vàng và bộ một lông màu xám, xen lẫn sáng tối. Loài này không có túm lông kiểu tai và có mặt hình đĩa lớn. Chúng có chiều dài khoảng 61–84 cm, trung bình là 72 cm đối với con mái và 67 cm với con trống. Sải cánh có thể vượt quá 152 cm, nhưng trung bình là 142 cm đối với con mái và 140 cm với con trống. Trọng lượng dao động trong khoảng 0,58 đến 1,90 kg, trung bình là 1,29 kg đối với con mái và 1,00 kg với con trống. Giống như với hầu hết các loài cú, những con đực thường nhỏ hơn con cái .
Hù xám lớn săn mồi bằng cách chờ đợi, lắng nghe, và theo dõi con mồi, sau đó nhào xuống. Chúng cũng có thể bay thấp trên khu vực mở để tìm kiếm con mồi. Chúng chủ yếu đi săn vào ban đêm, gần sáng và chiều tối. Chúng có thính giác tuyệt vời, có thể xác định vị trí và bắt những con mồi di chuyển dưới 60 cm tuyết. Chúng săn chủ yếu là các động vật gặm nhấm nhỏ, đặc biệt là chuột đồng. Các con mồi khác (thường chiếm dưới 20 % lượng con mồi) bao gồm thỏ rừng, chuột chũi, chuột chù, chồn, chim hoét, gà gô, quạ thông xám, diều hâu nhỏ và vịt .
Mặc dù hiếm khi bị ăn thịt, Hù xám lớn khi còn non hoặc chưa trưởng thành có thể là con mồi cho gấu, chồn cá, và diều hâu lớn, đặc biệt là ó ngỗng phương Bắc, trong khi cá thể trưởng thành có thể bị giết chết bởi Cú đại bàng, Đại bàng vàng và Linh miêu .